# Cymothoe falsathyma
Cymothoe falsathyma är en fjärilsart som beskrevs av Schultze 1921. Cymothoe falsathyma ingår i släktet Cymothoe och familjen praktfjärilar. Inga underarter finns listade i Catalogue of Life.